# Haplochytis fuscomarginalis
Haplochytis fuscomarginalis là một loài bướm đêm trong họ Crambidae.